# Висока школа струковних студија за васпитаче и пословне информатичаре Сирмијум
Висока школа струковних студија за васпитаче и пословне информатичаре Сирмијум једина је државна акредитована високошколска установа у региону Срема. Налази се у улици Змај Јовина 29 у Сремској Митровици.

## Историјат
Основана је 16. јуна 1962. као Учитељска школа, која је образовала учитеље кроз петогодишњи програм. Осамдесетих година прошлог века, у склопу друштвених потреба за новим профилом наставника разредне наставе и педагошког наслеђа учитељских школа, родила се идеја о педагошким академијама у Србији, па је 7. јуна 1973. одлуком Скупштине Покрајинске заједнице образовања постала Педагошка академија „Душан Вукасовић Диоген”.
Образовање васпитача започело је први пут као преквалификација учитеља 1979—1980. Редовне студије за васпитаче деце предшколског узраста започеле су 1981. године, када је у свим педагошким академијама Војводине организовано школовање за наставнике разредне наставе и васпитаче за рад у предшколским установама. Године 1983. измењен је статут Академије, средњи степен просветног смера издвојен је из састава Академије и укључен у Средњу школу друштвених делатности, а Академија је задржала статут Више школе. Као Виша школа за образовање васпитача уписана је у судски регистар 28. априла 1994. Образовање учитеља и васпитача је остваривано од школске 1993—1994. године. Од 1. октобра 1999. престало се са образовањем учитеља на вишем степену студија и школа ради само на образовању васпитача.
Одлуком Комисије за акредитацију и проверу квалитета 3. маја 2007. добила је Уверење о акредитацији установе и студијских програма, на основу којег је прерасла у Високу школу струковних студија, а Покрајински секретаријат за образовање и културу издао је школи 28. маја дозволу за рад као Високој школи струковних студија за образовање васпитача. Одлуком Владе Аутономне Покрајине Војводине од 10. априла 2013. послује под данашњим називом. На основу измене назива и акредитованих студијских програма на нивоу основних и специјалистичких студија, Покрајински секретаријат за науку и технолошки развој је 17. априла 2013. издао школи дозволу за рад. Данас садржи струковне студије првог и другог степена са програмима Васпитач деце предшколског узраста, Струковни васпитач деце у јаслицама, Струковни васпитач – студије на даљину, Струковни васпитач – Јединица ван седишта у Чачку, Струковни пословни информатичар, Струковни васпитач специјалиста за рану инклузију, Струковни мастер васпитач и Мастер струковни пословни информатичар.